# PyCharm
 (avril 2016).
Si vous disposez d'ouvrages ou d'articles de référence ou si vous connaissez des sites web de qualité traitant du thème abordé ici, merci de compléter l'article en donnant les références utiles à sa vérifiabilité et en les liant à la section « Notes et références ».
PyCharm est un environnement de développement intégré utilisé pour programmer en Python.
Il permet l'analyse de code et contient un débogueur graphique. Il permet également la gestion des tests unitaires, l'intégration de logiciel de gestion de versions, et supporte le développement web avec Django. 
Développé par l'entreprise tchèque JetBrains, c'est un logiciel multi-plateforme qui fonctionne sous Windows, macOS et Linux. Il est décliné en édition professionnelle, diffusé sous licence propriétaire, et en édition communautaire diffusé sous licence Apache.